# زبیگنیو اسکرولیک
زبیگنیو اسکرولیک (انگلیسی: Zbigniew Skrudlik؛ زادهٔ ۱۲ مهٔ ۱۹۳۴) ورزشکار شمشیربازی اهل لهستان است.
وی در مسابقات کشوری و بین‌المللی در مجموع برندهٔ ۱ مدال نقره، ۱ مدال برنز شده‌است.